# Gaius Calpetanus Rantius Quirinalis Valerius Festus
Gaius Calpetanus Rantius Quirinalis Valerius Festus († 85 oder 86 n. Chr.) war ein römischer Politiker und Senator.
Valerius Festus war der Adoptivsohn des Gaius Calpetanus Rantius Sedatus, der im Jahr 47 Suffektkonsul gewesen war. Sein ursprünglicher Name war Publius Valerius Festus und er stammte als Angehöriger der tribus Pomptina aus Italien, vielleicht aus Arretium. Ob sein leiblicher Vater bereits senatorischen Rang hatte, ist umstritten, da die Familie durch Verschwägerung mit Vitellius in verwandtschaftlicher Beziehung gestanden haben soll. Jedenfalls hielt Valerius Festus zu Beginn des Bürgerkriegs 69 n. Chr. zu Vitellius, bevor er im Geheimen mit Vespasian Kontakt aufnahm.
Nachdem sich die Flavier durchgesetzt hatten, sorgte Valerius Festus – er war zu dieser Zeit Legat der legio III Augusta und damit faktisch Statthalter der Provinz Numidien – dafür, dass der Prokonsul Lucius Calpurnius Piso getötet wurde. Hierüber berichtet Tacitus ziemlich ausführlich, obwohl der Inhalt der Verhandlungen geheim gehalten wurde: Der Prokonsul hätte sich einem Aufstand widersetzt und sich entschieden geweigert, sich zum Kaiser ausrufen zu lassen. Nach der Ermordung Pisos begann Valerius Festus „zu strafen und zu belohnen“, wie es Tacitus ausdrückt, und vertrieb die Garamanten, die im Streit zwischen den Einwohnern von Oea und Leptis Magna von den zahlenmäßig schwächeren Oeensern zu Hilfe gerufen worden.
Für seine Taten in Afrika wurden Valerius Festus von Vespasian die dona militaria verliehen. Da er anschließend im Jahr 71 mit dessen Sohn Domitian das Suffektkonsulat bekleidete, ist davon auszugehen, dass er zu diesem in engerem Kontakt stand. Im Jahr 73 war er curator riparum et alvei Tiberis (Verwaltung und Instandhaltung der Ufer und des Flussbetts des Tibers). Danach bekleidete Valerius Festus noch die Legaturen in den Provinzen Pannonien (73–78?) und Hispania Tarraconensis (79–81). Im Jahr 85 oder 86 nahm er sich das Leben. Valerius Festus war sodalis Augustalis (Kaiserpriester) und Pontifex.